# Bad Hall
Bad Hall è un comune austriaco di 5 043 abitanti nel distretto di Steyr-Land, in Alta Austria; ha lo status di città (Stadtgemeinde).